# Anchusa negevensis
Anchusa negevensis är en strävbladig växtart som beskrevs av A. Danin. Anchusa negevensis ingår i släktet oxtungor, och familjen strävbladiga växter. Inga underarter finns listade i Catalogue of Life.